# Sam Bird

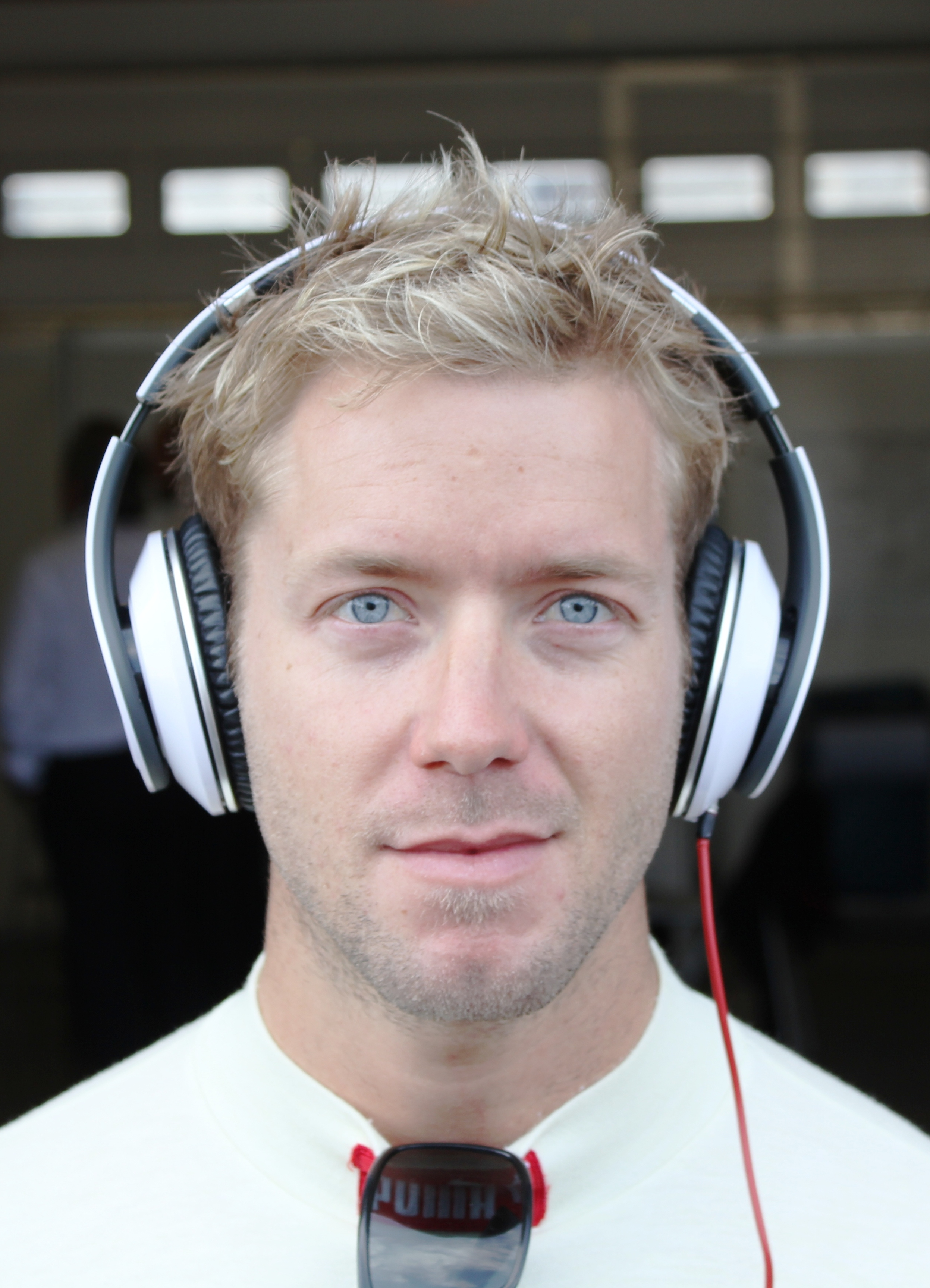
Sam Bird 2012

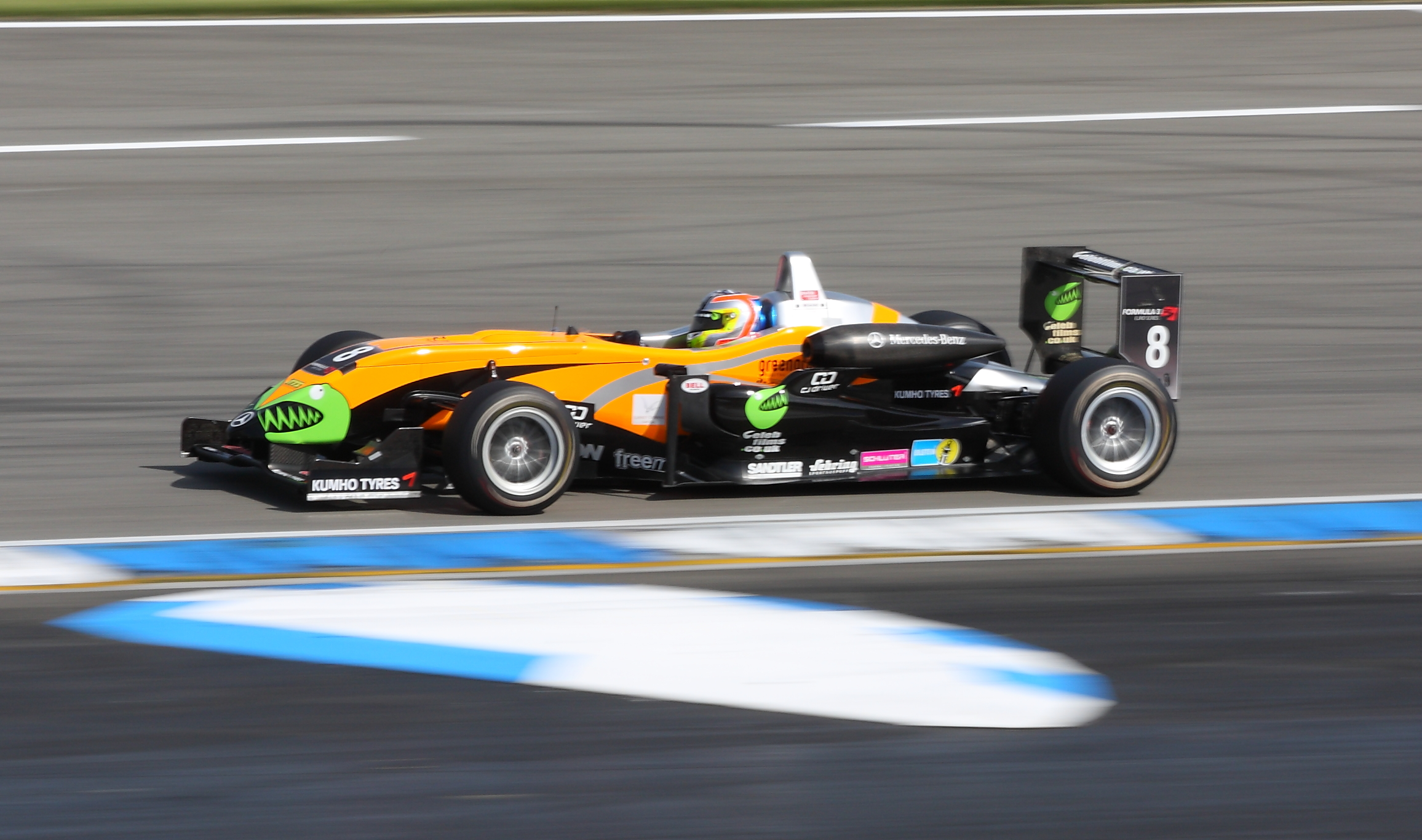
Bird bei der Formel-3-Euroserie am Hockenheimring 2009

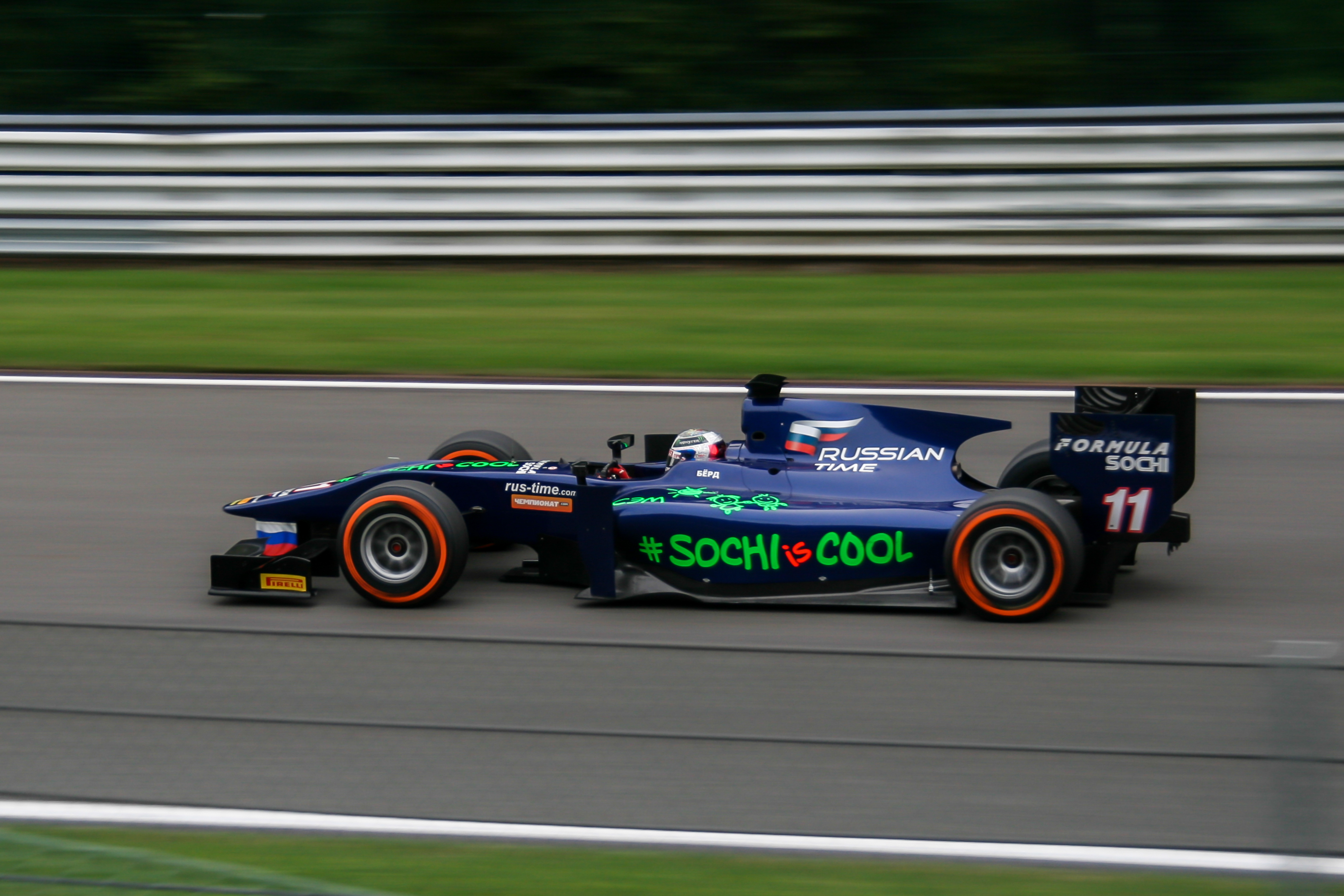
Sam Bird beim Hauptrennen der GP2-Serie in Spa-Francorchamps 2013

Samuel Jamie „Sam“ Bird (* 9. Januar 1987 in Roehampton) ist ein britischer Automobilrennfahrer. Er startete von 2010 bis 2013 – mit einer einjährigen Unterbrechung – in der GP2-Serie. Seit 2014 tritt er in der FIA-Formel-E-Meisterschaft und der FIA-Langstrecken-Weltmeisterschaft (WEC) an.

## Karriere
Bird begann seine Motorsportkarriere 1997 im Kartsport, den er bis 2003 ausübte. 2004 wechselte er für zwei Jahre in die britische Formel BMW. Nach Platz 14 in der ersten Saison gewann Bird 2005 den Vizemeistertitel. 2006 ging Bird in der britischen Formel Renault an den Start und wurde Vierter im Gesamtklassement. 2007 wechselte zu Carlin Motorsport in die britische Formel-3-Meisterschaft und wurde erneut Vierter der Gesamtwertung. 2008 wechselte Bird in die Formel-3-Euroserie und startete für Manor Motorsport. Bird blieb sieglos und belegte am Saisonende den elften Gesamtrang. 2009 blieb er in der Formel-3-Euroserie und ging für das deutsche Mücke-Team an den Start. Mit vier Podest-Platzierungen belegte er den achten Gesamtrang.
Nachdem Bird von ART Grand Prix vorerst nur für den Macau Grand Prix und das erste Rennwochenende der GP2-Asia-Serie-Saison 2009/2010 verpflichtet worden war, entschloss man sich Ende November ihn für den Rest der Saison der GP2-Asia-Serie und für die Saison 2010 der GP2-Hauptserie unter Vertrag zu nehmen. Nach einem schwachen Start in die Saison belegte er am Saisonende der GP2-Asia-Serie mit einem zweiten Platz als bestes Resultat den siebten Gesamtrang. In der regulären GP2-Serie beeindruckte Bird an seinem ersten Rennwochenende. Nachdem sein Auto beim Start zum ersten Rennen beschädigt wurde und repariert werden musste, startete er vom Ende des Feldes eine Aufholjagd, die auf dem neunten Platz endete. Im zweiten Rennen wurde er vom neunten Platz ins Rennen gehend Vierter. Nachdem er bereits zweimal als Dritter auf dem Podest gestanden hatte, gelang es Bird beim zweitletzten Rennwochenende in Monza sein erstes GP2-Rennen zu gewinnen. Am Saisonende belegte er hinter seinem Teamkollegen Jules Bianchi den fünften Gesamtrang.
Bird, der bereits 2007 bei Aerodynamiktests für Williams F1 erste Formel-1-Erfahrungen sammelte, nahm im November 2010 im Rahmen der Young-Driver-Days an zwei Formel-1-Testtagen für Mercedes teil. 2011 ging er in der GP2-Asia- und in der GP2-Serie für iSport International an den Start. In der GP2-Asia-Serie belegte Bird, der bei drei von vier Rennen durch Unfälle oder Kollisionen ausschied, den zwölften Platz im Gesamtklassement. In der GP2-Serie startete er mit einem zweiten und zwei dritten Plätzen aus den ersten drei Rennen in die Saison. In Monte Carlo belegte Bird zwar die Pole-Position, er fuhr beim Start allerdings zunächst nicht los und fiel ans Ende des Feldes zurück. Nachdem er sich wieder ins Mittelfeld vorgekämpft hatte, wurde sein Rennen schließlich durch eine Kollision mit seinem Teamkollegen Marcus Ericsson beendet. Die Meisterschaft schloss er schließlich auf dem sechsten Gesamtrang ab. Auch in dieser Saison absolvierte er Formel-1-Testfahrten für Mercedes.
2012 wechselte Bird in die Formel Renault 3.5 zum tschechischen Team ISR. Bird gewann je ein Rennen in Monte Carlo und Silverstone. Mit sieben Podest-Platzierungen beendete er die Saison auf dem dritten Platz in der Fahrerwertung. Darüber hinaus war er beim Formel-1-Team Mercedes Testfahrer.
2013 kehrte Bird in die GP2-Serie zurück und erhielt einen Vertrag bei Motopark Academy, die das neugegründete Projekt Russian Time betreuten. Bereits beim zweiten Rennwochenende in as-Sachir erzielte Bird den ersten Sieg von Russian Time im Sprintrennen. In Monte Carlo entschied er das Hauptrennen für sich. Ein Rennwochenende später folgte ein weiterer Sieg in Silverstone. Nachdem er bei den nächsten zwei Veranstaltungen ohne Podest-Platzierung geblieben war, entschied Bird das Hauptrennen in Spa-Francorchamps von der Pole-Position startend für sich. Im darauf folgenden Hauptrennen in Monza startete Bird erneut von der Pole-Position, fuhr die schnellste Rennrunde und wurde Zweiter. Am nächsten Rennwochenende in Singapur gewann Bird das Sprintrennen. Mit 181 zu 201 Punkten unterlag er Fabio Leimer und schloss die Saison als Gesamtzweiter der GP2-Serie ab. Bird war mit fünf Siegen derjenige Fahrer, der die meisten Siege in der Saison 2013 erzielt hatte. Gemeinsam mit seinem Teamkollegen Tom Dillmann, der mit 92 Punkten Zehnter geworden war, gewann er mit Russian Time die Teamwertung der GP2-Serie. Außerdem blieb Bird Formel-1-Testfahrer bei Mercedes.
2014 startete Bird zunächst im Langstreckensport. Für AF Corse nahm er an zwei Rennen der FIA-Langstrecken-Weltmeisterschaft (WEC) in der LMGTE-Am teil. Dabei debütierte er beim 24-Stunden-Rennen von Le Mans. Außerdem trat er für Starworks Motorsport zu drei Rennen der United SportsCar Championship an. Hierbei erzielte er eine Podest-Platzierung. Für die Saison 2014/15 erhielt Bird ein Cockpit bei Virgin Racing in der neugegründeten FIA-Formel-E-Meisterschaft. Bereits im ersten Rennen, dem Beijing ePrix, erreichte Bird mit dem dritten Platz eine Podest-Platzierung. Im zweiten ePrix in Putrajaya gelang ihm darauf sein erster Sieg. Das letzte Saisonrennen in London entschied er ebenfalls für sich. Bird beendete die Saison auf dem fünften Gesamtrang. 2015 erhielt Bird beim von OAK Racing betreuten Team G-Drive Racing ein Cockpit in der LMP2-Klasse der FIA-Langstrecken-Weltmeisterschaft. Bereits beim ersten Rennen in Silverstone gelang ihm zusammen mit Julien Canal und Roman Russinow ein Klassensieg. Insgesamt gelangen dem Trio vier Klassensiege. Die Saison schlossen die drei Fahrer auf dem zehnten Platz der Weltmeisterschaft ab. Darüber hinaus trat er für Virgin in der FIA-Formel-E-Meisterschaft 2015/16 an. Beim Putrajaya ePrix wurde er Zweiter, in Buenos Aires gewann er. Mit 88 Punkten erreichte er den vierten Platz in der Fahrerwertung, während sein Teamkollege Jean-Éric Vergne mit 56 Punkten Neunter wurde.
2016 wechselte Bird innerhalb der FIA-Langstrecken-Weltmeisterschaft vom LMP2- in ein GT-Fahrzeug. Als Ferrari-Werkspilot erhielt er ein Cockpit bei AF Corse. Zusammen mit Davide Rigon gewann er bei den ersten beiden Rennen die GT-Wertung. Im Weltcup der GT-Fahrer wurde das Duo Zweiter. Außerdem blieb Bird in der FIA-Formel-E-Meisterschaft 2016/17 bei DS Virgin. Beim Marrakesch ePrix wurde er Zweiter, in Mexiko-Stadt Dritter. Die beiden Rennen in New York City gewann er. Am Saisonende belegte er den vierten Platz in der Fahrerwertung.
Auch 2017/18 fuhr Bird für DS Virgin in der FIA-Formel-E-Meisterschaft. Nach Siegen in Hongkong und Rom sowie vier weiteren Podiumsplatzierungen belegte er am Saisonende den dritten Rang in der Fahrerwertung, nachdem er vor dem Saisonfinale in New York City als einziger Konkurrent von Jean-Éric Vergne noch theoretische Chancen auf den Titelgewinn hatte.
2018/19 blieb Bird bei Virgin. Das Team ging nach der Trennung von DS nun mit Kundenmotoren von Audi an den Start. Mit einem Sieg und einer weiteren Podestplatzierung belegte er am Saisonende mit 85 Punkten den neunten Platz in der Fahrerwertung.

## Statistik

### Karrierestationen
| - 1997–2003: Kartsport - 2004: Britische Formel BMW (Platz 14) - 2005: Britische Formel BMW (Platz 2) - 2006: Britische Formel Renault (Platz 4) - 2007: Britische Formel 3 (Platz 4) - 2008: Formel-3-Euroserie (Platz 11) - 2009: Formel-3-Euroserie (Platz 8) - 2010: GP2-Asia-Serie (Platz 7) - 2010: GP2-Serie (Platz 5) | - 2010: Formel 1 (Testfahrer) - 2011: GP2-Asia-Serie (Platz 12) - 2011: GP2-Serie (Platz 6) - 2011: Formel 1 (Testfahrer) - 2012: Formel Renault 3.5 (Platz 3) - 2012: Formel 1 (Testfahrer) - 2013: GP2-Serie (Platz 2) - 2013: Formel 1 (Testfahrer) - 2014: WEC, GT (Platz 34) | - 2014: United SportsCar Championship, PC (Platz 34) - 2015: Formel E (Platz 5) - 2015: WEC (Platz 10) - 2016: Formel E (Platz 4) - 2016: WEC, GT (Platz 2) - 2017: Formel E (Platz 4) - 2018: Formel E (Platz 3) |

### Einzelergebnisse in der GP2-Asia-Serie
| Jahr      | Team                 | 1   | 2   | 3   | 4   | 5   | 6   | 7   | 8   | Punkte | Rang |
| --------- | -------------------- | --- | --- | --- | --- | --- | --- | --- | --- | ------ | ---- |
| 2009/2010 | ART Grand Prix       | UAE | UAE | UAE | UAE | BRN | BRN | BRN | BRN | 12     | 7.   |
| 2009/2010 | ART Grand Prix       | 18  | 18  | DNF | DNF | 13  | 4   | 6   | 2   | 12     | 7.   |
| 2011      | iSport International | UAE | UAE | ITA | ITA |     |     |     |     | 2      | 12.  |
| 2011      | iSport International | 7   | DNF | DNF | DNF |     |     |     |     | 2      | 12.  |

### Einzelergebnisse in der GP2-Serie
| Jahr | Team                 | 1   | 2   | 3   | 4   | 5   | 6   | 7   | 8   | 9   | 10  | 11  | 12  | 13  | 14  | 15  | 16  | 17  | 18  | 19  | 20  | 21  | 22  | Punkte | Rang |
| ---- | -------------------- | --- | --- | --- | --- | --- | --- | --- | --- | --- | --- | --- | --- | --- | --- | --- | --- | --- | --- | --- | --- | --- | --- | ------ | ---- |
| 2010 | ART Grand Prix       | ESP | ESP | MON | MON | TUR | TUR | ESP | ESP | GBR | GBR | GER | GER | HUN | HUN | BEL | BEL | ITA | ITA | UAE | UAE |     |     | 48     | 5.   |
| 2010 | ART Grand Prix       | 9   | 4   | 18  | 10  | 3   | 10  | 3   | 10  | 4   | DNS | 14  | 5   | 13  | DNF | DNF | 12  | 1   | 3   | 3   | DNF |     |     | 48     | 5.   |
| 2011 | iSport International | TUR | TUR | ESP | ESP | MON | MON | ESP | ESP | GBR | GBR | GER | GER | HUN | HUN | BEL | BEL | ITA | ITA |     |     |     |     | 45     | 6.   |
| 2011 | iSport International | 2   | 3   | 3   | 5   | DNF | 13  | 5   | 12  | 5   | 6   | 8   | 7   | 18  | 5   | 12  | 5   | 4   | 4   |     |     |     |     | 45     | 6.   |
| 2013 | Russian Time         | MAS | MAS | BRN | BRN | ESP | ESP | MON | MON | GBR | GBR | GER | GER | HUN | HUN | BEL | BEL | ITA | ITA | SIN | SIN | UAE | UAE | 181    | 2.   |
| 2013 | Russian Time         | 7   | DNF | 6   | 1   | 21* | 12  | 1   | 24  | 1   | 5   | 13  | 8   | 10  | 8   | 1   | 14  | 2   | 4   | 8   | 1   | 10  | 4   | 181    | 2.   |

### Einzelergebnisse in der FIA-Formel-E-Meisterschaft
| Jahr    | Team                            | 1   | 2   | 3    | 4     | 5     | 6     | 7   | 8     | 9     | 10  | 11  | 12  | 13  | 14    | 15  | 16  | Punkte | Rang |
| ------- | ------------------------------- | --- | --- | ---- | ----- | ----- | ----- | --- | ----- | ----- | --- | --- | --- | --- | ----- | --- | --- | ------ | ---- |
| 2014/15 | Virgin Racing                   | BEI | PUT | PUN  | BUE   | MIA   | LBH   | MON | BER   | MOS   | LON | LON |     |     |       |     |     | 103    | 5.   |
| 2014/15 | Virgin Racing                   | 3   | 1   | DNF  | 7     | 8     | °DNF° | 4   | 8     | (DNF) | 6   | 1   |     |     |       |     |     | 103    | 5.   |
| 2015/16 | DS Virgin Racing Formula E Team | BEI | PUT | PUN  | BUE   | MEX   | LBH   | PAR | BER   | LON   | LON |     |     |     |       |     |     | 88     | 4.   |
| 2015/16 | DS Virgin Racing Formula E Team | °7° | 2   | DNF° | °1°   | 6     | 6     | 6   | 11    | 7     | DNF |     |     |     |       |     |     | 88     | 4.   |
| 2016/17 | DS Virgin Racing Formula E Team | HKG | MAR | BUE  | MEX   | MON   | PAR   | BER | BER   | NYC   | NYC | MTR | MTR |     |       |     |     | 122    | 4.   |
| 2016/17 | DS Virgin Racing Formula E Team | 13  | 2   | DNF  | 3     | DNF   | 16    | 7   | 7     | 1     | 1   | 5   | 4   |     |       |     |     | 122    | 4.   |
| 2017/18 | DS Virgin Racing Formula E Team | HKG | HKG | MAR  | SAN   | MEX   | PUN   | ROM | PAR   | BER   | ZÜR | NYC | NYC |     |       |     |     | 143    | 3.   |
| 2017/18 | DS Virgin Racing Formula E Team | 1   | 5   | 3    | 5     | 17    | 3     | 1   | 3     | 7     | 2   | 9   | 10  |     |       |     |     | 143    | 3.   |
| 2018/19 | Envision Virgin Racing          | DIR | MAR | SAN  | MEX   | HKG   | SAY   | ROM | PAR   | MCO   | BER | BRN | NYC | NYC |       |     |     | 85     | 9.   |
| 2018/19 | Envision Virgin Racing          | 11  | 3   | 1    | 9     | 6     | DNF   | 11  | 11    | *16*  | 9   | 4   | 8   | 4   |       |     |     | 85     | 9.   |
| 2019/20 | Envision Virgin Racing          | DIR | DIR | SAN  | MEX   | MAR   | BER   | BER | BER   | BER   | BER | BER |     |     |       |     |     | 63     | 10.  |
| 2019/20 | Envision Virgin Racing          | 1   | DNF | 10   | DNF   | 10    | 3     | 6   | 13    | 11    | 20  | 5   |     |     |       |     |     | 63     | 10.  |
| 2020/21 | Jaguar TCS Racing               | DIR | DIR | ROM  | ROM   | VAL   | VAL   | MCO | PUE   | PUE   | NYC | NYC | LON | LON | BER   | BER |     | 87     | 6.   |
| 2020/21 | Jaguar TCS Racing               | DNF | 1   | °2°  | °DNF° | °DSQ° | 14    | °7° | °DNF° | 12    | °9° | °1° | DNF | DNF | °DNF° | 7   |     | 87     | 6.   |
| 2021/22 | Jaguar TCS Racing               | DIR | DIR | MEX  | ROM   | ROM   | MCO   | BER | BER   | JAK   | MAR | NYC | NYC | LON | LON   | SEO | SEO | 51     | 13.  |
| 2021/22 | Jaguar TCS Racing               | 4   | 15  | 15   | 5     | DNF   | DNF   | 7   | 11    | 10    | 9   | 7   | 5   | DNF | 8     | INJ | INJ | 51     | 13.  |

| Legende                      | Legende       | Legende                                                                 |
| Farbe                        | Abkürzung     | Bedeutung                                                               |
| ---------------------------- | ------------- | ----------------------------------------------------------------------- |
| Gold                         | —             | Sieger                                                                  |
| Silber                       | —             | 2. Platz                                                                |
| Bronze                       | —             | 3. Platz                                                                |
| Grün                         | —             | Platzierung in den Punkten                                              |
| Blau                         | —             | Klassifiziert außerhalb der Punkteränge                                 |
| Violett                      | DNF           | Rennen nicht beendet                                                    |
| Violett                      | NC            | nicht klassifiziert                                                     |
| Rot                          | DNQ           | nicht qualifiziert                                                      |
| Schwarz                      | DSQ           | disqualifiziert                                                         |
| Weiß                         | DNS           | nicht am Start                                                          |
| Weiß                         | WD            | zurückgezogen                                                           |
| Weiß                         | C             | Rennen abgesagt                                                         |
| Blanko                       |               | nicht teilgenommen                                                      |
| Blanko                       | DNP           | gemeldet, aber nicht teilgenommen                                       |
| Blanko                       | INJ           | verletzt oder krank                                                     |
| Blanko                       | EX            | ausgeschlossen                                                          |
| sonstige Formate und Zeichen | P/fett        | Pole-Position                                                           |
| sonstige Formate und Zeichen | kursiv        | Schnellste Rennrunde (ab 2017/18: Schnellste Rennrunde der ersten Zehn) |
| sonstige Formate und Zeichen | unterstrichen | Führender in der Gesamtwertung                                          |
| sonstige Formate und Zeichen | °             | FanBoost                                                                |
| sonstige Formate und Zeichen | *             | nicht im Ziel, aufgrund der zurückgelegten Distanz aber gewertet        |
| sonstige Formate und Zeichen | ( )           | Streichresultat                                                         |

### Le-Mans-Ergebnisse
| Jahr | Team              | Fahrzeug               | Teamkollege   | Teamkollege         | Platzierung     | Ausfallgrund      |
| ---- | ----------------- | ---------------------- | ------------- | ------------------- | --------------- | ----------------- |
| 2014 | AF Corse          | Ferrari 458 Italia GT2 | Steve Wyatt   | Michele Rugolo      | Ausfall         | Unfall            |
| 2015 | G-Drive Racing    | Ligier JS P2           | Roman Rusinow | Julien Canal        | Rang 11         |                   |
| 2016 | AF Corse          | Ferrari 488 GTE        | Davide Rigon  | Andrea Bertolini    | Ausfall         | Chassis gebrochen |
| 2017 | AF Corse          | Ferrari 488 GTE        | Davide Rigon  | Miguel Molina       | Rang 21         |                   |
| 2018 | AF Corse          | Ferrari 488 GTE        | Davide Rigon  | Miguel Molina       | Rang 24         |                   |
| 2019 | AF Corse          | Ferrari 488 GTE        | Davide Rigon  | Miguel Molina       | Ausfall         | Motorschaden      |
| 2020 | AF Corse          | Ferrari 488 GTE Evo    | Davide Rigon  | Miguel Molina       | nicht klassiert |                   |
| 2021 | AF Corse          | Ferrari 488 GTE Evo    | Daniel Serra  | Miguel Molina       | Rang 37         |                   |
| 2022 | Riley Motorsports | Ferrari 488 GTE Evo    | Felipe Fraga  | Shane van Gisbergen | Rang 32         |                   |

### Sebring-Ergebnisse
| Jahr | Team                 | Fahrzeug    | Teamkollege          | Teamkollege    | Teamkollege | Platzierung | Ausfallgrund |
| ---- | -------------------- | ----------- | -------------------- | -------------- | ----------- | ----------- | ------------ |
| 2014 | Starworks Motorsport | Oreca FLM09 | Renger van der Zande | Martín Fuentes | David Cheng | Rang 21     |              |

### Einzelergebnisse in der FIA-Langstrecken-Weltmeisterschaft
| Saison  | Team             | Rennwagen          | 1   | 2   | 3   | 4   | 5   | 6   | 7   | 8   | 9   |
| ------- | ---------------- | ------------------ | --- | --- | --- | --- | --- | --- | --- | --- | --- |
| 2014    | AF Corse         | Ferrari 458 Italia | SIL | SPA | LEM | AUS | FUJ | SHA | BAH | SAO |     |
| 2014    | AF Corse         | Ferrari 458 Italia | 17  |     | DNF |     |     |     |     |     |     |
| 2015    | G-Drive Racing   | Ligier JS P2       | SIL | SPA | LEM | NÜR | AUS | FUJ | SHA | BAH |     |
| 2015    | G-Drive Racing   | Ligier JS P2       | 6   | 31  | 11  | 8   | 5   | 9   | 10  | 7   |     |
| 2016    | AF Corse         | Ferrari 488 GTE    | SIL | SPA | LEM | NÜR | MEX | AUS | FUJ | SHA | BAH |
| 2016    | AF Corse         | Ferrari 488 GTE    | 17  | 14  | DNF | 19  | 18  | 18  | 20  | 21  | 21  |
| 2017    | AF Corse         | Ferrari 488 GTE    | SIL | SPA | LEM | NÜR | MEX | AUS | FUJ | SHA | BAH |
| 2017    | AF Corse         | Ferrari 488 GTE    | 17  | 17  | 21  |     | 15  | 15  | 16  | 19  | 14  |
| 2018/19 | AF Corse         | Ferrari 488 GTE    | SPA | LEM | SIL | FUJ | SHA | SEB | SPA | LEM |     |
| 2018/19 | AF Corse         | Ferrari 488 GTE    | 18  | 24  | 27  | 22  | 15  | 15  | 20  | DNF |     |
| 2019/20 | AF Corse         | Ferrari 488 GTE    | SIL | FUJ | SHA | BAH | AUS | SPA | LEM | BAH |     |
| 2019/20 | AF Corse         | Ferrari 488 GTE    |     |     |     | DNF |     |     |     |     |     |
| 2021    | AF Corse         | Ferrari 488 GTE    | SPA | POR | MON | LEM | BAH | BAH |     |     |     |
| 2021    | AF Corse         | Ferrari 488 GTE    | 37  |     |     |     |     |     |     |     |     |
| 2022    | Riley Motorsport | Ferrari 488 GTE    | SEB | SPA | LEM | MON | FUJ | BAH |     |     |     |
| 2022    | Riley Motorsport | Ferrari 488 GTE    | 32  |     |     |     |     |     |     |     |     |